# Diócesis de Lafayette en Indiana
La diócesis de Lafayette en Indiana (en latín: Dioecesis Lafayettensis in Indiana y en inglés: Roman Catholic Diocese of Lafayette en Indiana) es una circunscripción eclesiástica de la Iglesia católica en Estados Unidos. Se trata de una diócesis latina, sufragánea de la arquidiócesis de Indianápolis. Desde el 12 de mayo de 2010 su obispo es Timothy Lawrence Doherty.

## Territorio y organización
La diócesis tiene 25 465 km² y extiende su jurisdicción sobre los fieles católicos de rito latino residentes en 4 condados del estado de Indiana: Benton, Blackford, Boone, Carroll, Cass, Clinton, Delaware, Fountain, Fulton, Grant, Hamilton, Howard, Jasper, Jay, Madison, Miami, Montgomery, Newton, Pulaski, Randolph, Tippecanoe, Tipton y White.
La sede de la diócesis se encuentra en la ciudad de Lafayette, en donde se halla la Catedral de Santa María de la Inmaculada Concepción.
En 2019 en la diócesis existían 61 parroquias.

## Historia
La diócesis fue erigida el 21 de octubre de 1944 con la bula Ut sedulo studio del papa Pío XII, obteniendo el territorio de la diócesis de Fort Wayne (hoy diócesis de Fort Wayne-South Bend).
El 17 de octubre de 2006 la Congregación para el Culto Divino y la Disciplina de los Sacramentos confirmó a santa Teodora Guérin como patrona principal de la diócesis.

## Estadísticas
De acuerdo al Anuario Pontificio 2020 la diócesis tenía a fines de 2019 un total de 116 290 fieles bautizados.
| Año                                                                             | Población            | Población | Población      | Sacerdotes | Sacerdotes    | Sacerdotes    | Bautizados por sacerdote | Diáconos permanentes | Religiosos | Religiosos | Parroquias |
| Año                                                                             | Bautizados católicos | Total     | % de católicos | Total      | Clero secular | Clero regular | Bautizados por sacerdote | Diáconos permanentes | Varones    | Mujeres    | Parroquias |
| ------------------------------------------------------------------------------- | -------------------- | --------- | -------------- | ---------- | ------------- | ------------- | ------------------------ | -------------------- | ---------- | ---------- | ---------- |
| 1950                                                                            | 36 130               | 687 212   | 5.3            | 130        | 59            | 71            | 277                      |                      | 68         | 395        | 49         |
| 1966                                                                            | 74 551               | 989 187   | 7.5            | 171        | 95            | 76            | 435                      |                      | 3          | 434        | 61         |
| 1970                                                                            | 83 603               | 981 400   | 8.5            | 171        | 95            | 76            | 488                      |                      | 84         | 240        | 61         |
| 1976                                                                            | 83 317               | 986 880   | 8.4            | 94         | 94            |               | 886                      |                      | 41         | 170        | 62         |
| 1980                                                                            | 86 540               | 1 016 000 | 8.5            | 147        | 90            | 57            | 588                      | 3                    | 71         | 139        | 64         |
| 1990                                                                            | 84 600               | 1 066 000 | 7.9            | 136        | 103           | 33            | 622                      | 4                    | 44         | 102        | 63         |
| 1999                                                                            | 97 662               | 1 115 156 | 8.8            | 139        | 120           | 19            | 702                      | 4                    | 2          | 81         | 62         |
| 2000                                                                            | 98 625               | 1 130 969 | 8.7            | 120        | 101           | 19            | 821                      | 4                    | 21         | 36         | 62         |
| 2001                                                                            | 96 791               | 1 144 222 | 8.5            | 116        | 98            | 18            | 834                      | 5                    | 20         | 43         | 63         |
| 2002                                                                            | 96 893               | 1 176 736 | 8.2            | 119        | 99            | 20            | 814                      | 5                    | 22         | 85         | 62         |
| 2003                                                                            | 98 415               | 1 176 736 | 8.4            | 117        | 97            | 20            | 841                      | 6                    | 22         | 85         | 62         |
| 2004                                                                            | 98 003               | 1 176 736 | 8.3            | 114        | 95            | 19            | 859                      | 6                    | 21         | 83         | 62         |
| 2013                                                                            | 107 500              | 1 336 000 | 8.0            | 97         | 84            | 13            | 1108                     | 18                   | 16         | 28         | 62         |
| 2016                                                                            | 113 797              | 1 327 299 | 8.6            | 90         | 79            | 11            | 1264                     | 21                   | 13         | 41         | 62         |
| 2019                                                                            | 116 290              | 1 351 480 | 8.6            | 76         | 70            | 6             | 1530                     | 28                   | 8          | 31         | 61         |
| Fuente: Catholic-Hierarchy, que a su vez toma los datos del Anuario Pontificio. |                      |           |                |            |               |               |                          |                      |            |            |            |

## Episcopologio
- John George Bennett † (11 de noviembre de 1944-20 de noviembre de 1957 falleció)
- John Joseph Carberry † (20 de noviembre de 1957 por sucesión-20 de enero de 1965 nombrado obispo de Columbus)
- Raymond Joseph Gallagher † (21 de junio de 1965-26 de octubre de 1982 renunció)
- George Avis Fulcher † (8 de febrero de 1983-25 enero 1984 falleció)
- William Leo Higi (7 de abril de 1984-12 de mayo de 2010 retirado)
- Timothy Lawrence Doherty, desde el 12 de mayo de 2010